# 三富健也
三富 健也（みとみ けんや、1961年11月15日 - ）は、福島中央テレビ社員、元アナウンサー。東京都東村山市出身。

## 略歴
- 中央大学卒業後、静岡エフエム放送に入社。
- 1987年4月、福島中央テレビに移籍（同期に大和田良子、岩千晶）。
- 1996年、報道部に異動。会津支社で5年間報道記者。
- 2001年、アナウンス部に異動。
- その後、本社報道部記者、制作部ディレクターを経て、現在は内勤の部署。

## 出演番組
- ズームイン!!朝!（福島担当）
- ニュースプラス1ふくしま
- シャトルFCT〜視聴者の皆さんとともに〜
- スポーツ中継全般（高校サッカーなど）
- こんにちはふくしま（2001年4月 - 2003年）司会